# Імперія янголів
«Імперія янголів» (фр. L'Empire des anges) — науково-фантастичний роман французького письменника Бернара Вербера 2000 року, продовження роману «Танатонавти».
В романі Вербер розробляє механізм для зважування душі, беручи численні посилання, як-от "Суд над душею" (Стародавній Єгипет), де кожна мисляча істота (камінь, рослина, тварина, людина) повинна набрати загальну кількість балів. Щоб досягти вищого рівня (нарешті звільнитися від циклу перевтілень), ви повинні досягти 600 балів.
Автор не розповідає про свої особисті ідеї і представляє абсолютно всю свою книгу з точки зору всезнаючого оповідача, зовнішнього по відношенню до історії.

## Сюжет
В цій книзі Бернар Вербер продовжує описувати пригоди Мішеля Пенсона на континенті мертвих, який стає янголом-охоронцем після аварії (катастрофа Boeing 747).
Мішель потрапляє на небеса. Він опиняється на  «страшному суді», який ведуть три архангели. Найстрашнішим випробуванням для людини є подальше перевтілення. Від перевтілення його рятує янгол-охоронець Еміль Золя. У Мішеля є вибір: стати янголом або проповідником на землі. Вибір падає на янгола. Він відкриває шлях у світ янголів, в якому його янголом-наставником стає Едмонд Уеллс. Кожному янголу дається по три «клієнти». Вибір їхніх клієнтів стоїть за янголами, і Мішель вибирає три родини, які показані в «озері зачаття». Одна сім'я виявляється багатою - з Америки, інша з Франції і дуже бідною - з Росії. Едмонд Уеллс оповідає, що душа має три основні показники: 25% подій, що відбуваються з людиною, визначаються спадковістю , 25% - кармою, і ще 50% залишаються на вільний вибір. Водночас Мішель Пансон і Рауль Разорбак шукають світ «сьомих», які за рівнем розвитку вищі за янголів. Рауль вважає, що вони Боги.
Пізніше з'ясовується, що російський «клієнт» Ігор Чехов є перевтіленням Фелікса Кербоза, одного з головних героїв роману «Танатонавти». Поступово вимальовуються характери всіх трьох «клієнтів»: Жак Немро — француз, невпевнений у собі юнак, Венера Шерідан — американка, самозакохана дівчина, яку всі обожнюють, а Ігор стає сильним і спритним, але мати покидає його. У 7 років у Жака проблеми з пам'яттю, через це він погано вчиться. Венера знімається на обкладинках календарів і каталогів дитячого одягу. Ігор опинився в дитячому будинку, але хлопчик Петро бере контроль над Ігорем і його друзями і вимагає від них данину у вигляді сигарет. Усі просять подарунки на Різдво. Ігор хоче, щоб «Петру вдарили ножем у живіт», Венера просить зробити пластичну операцію на носі, а Жак хоче подарувати іграшковий літаючий корабель. Мішель виконує їхні прохання. Зокрема, коли Ігоря мали усиновити, він вдарив Петра ножем у живіт і ледь не вбив його, тому Ігоря разом із другом Ванею (він дав Ігорю ножа) відправили до колонії для неповнолітніх.
Тим часом у Раю Мішель і Рауль дізналися, що Едмонд Уеллс пише четвертий том Енциклопедії відносного й абсолютного знання. Для цього він використовує медіума Улісса Пападопулоса. Вночі йому сняться нові статті. Едмонд Уеллс диктує йому їх. Щоб дізнатися, хто такі «сьомі» і де вони, Мішель і Рауль спускаються на Землю до Пападопулоса, думаючи, що Уеллс розповів йому про «сьомих».

## Резюме
Мішеля Пенсона, колишній танатонавт, зумів перебратися на іншу сторону. З перевтіленої людини він став Янголом. Повний робочий день, місце для вправ - небеса. Після першого шоку Мішель розуміє, що бути янголом не весело. Тим більше, що він опікується трьома досить суворими смертними. Венера, американська актриса, схильна до мігрені, Ігор, російський солдат, який є королем покеру, і Жак, який страждає на хронічну тривогу. Більше того, його наставник, Едмонд Уеллс, чітко дав йому зрозуміти, що його обов’язок як янгола — виконувати всі їхні бажання, якими б помилковими вони не були.
Але Мішель, ненаситний дослідник, зберіг смак до пригод зі свого попереднього життя. Бунтівний янгол, він поставив собі іншу мету: відкрийте за межами та за межами потойбіччя, і, можливо, проникніть у світ ще вище, у світ Богів.
За допомогою цієї книги Вербер справді хотів допомогти читачам знайти відповіді на запитання, які одного разу задають собі деякі люди, які вірять в існування янголів:
- Що про нас думають Янголи ?
- Яке їхнє бачення нашого виду, що кишить на Землі?